# Charles Rackoff
Charles Weill Rackoff (n. Nueva York) es un connotado criptógrafo estadounidense. Fue estudiante de pregrado y postgrado en el Instituto Tecnológico de Massachusetts, y obtuvo el grado en Ciencias de la Computación en 1974. Ocupó un año en un posdoctorado en el INRIA en Francia.
Actualmente trabaja en la Universidad de Toronto. Su principal interés de investigación es la complejidad computacional, especialmente en temas de criptografía y protocolos de seguridad. En 1988 colaboró con Michael Luby en un análisis ampliamente citado de la construcción del cifrado de Feistel. Rackoff ganó en 1993 el Premio Gödel por su trabajo en sistemas de pruebas interactivos y pruebas de conocimiento-cero.